# Ajuntament d'Ullastret
Ajuntament d'Ullastret és un edifici d'Ullastret (Baix Empordà) inclosa a l'Inventari del Patrimoni Arquitectònic de Catalunya.

## Descripció
Es tracta d'un edifici sobre la muralla, digne representant de l'arquitectura pública eclèctica-modernista.
Cal remarcar la claredat estructural: una nau coberta a dues aigües; sostinguda per la façana i tres pilars interiors de fosa i embigat de fusta vista. La precisió estructural aconsella una partició que valorés millor la possible continuïtat de l'espai actualment molt fragmentat. Cal destacar la col·locació sobre la muralla, com a edifici modern intenta un diàleg amb les velles pedres que li fan de fonament sense caure a cap mimetisme.